# Liste des seigneurs de Longueuil
Voici la liste des seigneurs de Longueuil, en Nouvelle-France. La seigneurie fut détachée de celle de La Citière.

## Seigneurs de Longueuil
- Mars 1668 - 9 janvier 1684 : Charles Le Moyne
- 9 janvier 1684-1700 : Charles II Le Moyne